# Barcelonès
Il Barcelonès (nome ufficiale in lingua catalana; in spagnolo Barcelonés) è una delle 41 comarche della Catalogna, con una popolazione di 2.254.052 abitanti e una superficie di 144,7 km²; il suo capoluogo è Barcellona (città alla quale deve il nome), la località più popolosa, con la maggiore estensione. La comarca è la regione più popolata della Catalogna, ed ha una densità di popolazione molto alta.

## Geografia
Amministrativamente fa parte della provincia di Barcellona, che comprende 11 comarche. Confina al nord con la comarca de Vallés Occidental, verso il nord-est con le comarche di Vallès Oriental e Maresme, a est verso sud con il Mar Mediterraneo e ovest con la comarca del Baix Llobregat.

## Lista dei comuni del Barcelonès

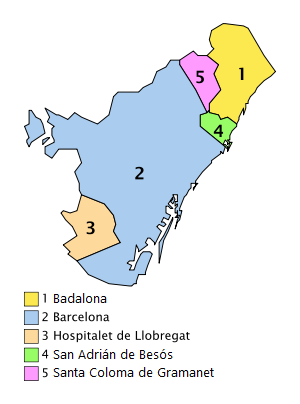
Città del Barcelonés.

| città                     | superficie | popolazione   | densità          | partito di governo           |
| ------------------------- | ---------- | ------------- | ---------------- | ---------------------------- |
| Barcellona                | 101,4 km²  | 1.620.943 ab. | 15.985,6 ab./km² | Barcelona en Comú            |
| Sant Adrià de Besòs       | 3,87 km²   | 34.482 ab.    | 9.074,2 ab./km²  | PSC+ICV-EUiA                 |
| Badalona                  | 21,20 km²  | 220.977 ab.   | 10.423,4 ab./km² | Badalona en Comú+ERC+PSC+CUP |
| L'Hospitalet de Llobregat | 12,49 km²  | 257.057 ab.   | 20.730,4 ab./km² | PSC+ICV-EUiA                 |
| Santa Coloma de Gramenet  | 6,57 km²   | 120.593 ab.   | 17.227,5 ab./km² | PSC+ICV-EUiA+CiU             |
|                           | 144,7      | 2.254.052     | 15.609,7         |                              |